# Adidas
Adidas AG je nemška mednarodna korporacija, ki je bila ustanovljena 18. avgusta 1949 v mestu Herzogenaurach na Bavarskem v Nemčiji. Korporacija proizvaja in oblikuje športno obutev, nahrbtnike, oblačila, ure, očala in druge športu namenjene produkte. Adidas je največji proizvajalec športne opreme v Evropi, v svetovnem merilu pa je na drugem mestu, takoj za ameriškim proizvajalcem znamke Nike. Adidas ima v lasti tudi znamko Reebok ter 9,1% nogometnega kluba FC Bayern München.

## Zgodovina

### Začetki
Christoph Von Wilhelm Dassler je bil delavec v tovarni čevljev, njegova žena Pauline pa je upravljala malo pralnico v Bavarskem mestu Herzogenaurach, oddaljeno 20 kilometrov iz mesta Nurmberg. V zakonu sta se jima rodila dva sinova Rudolf in Adolf ter hči Marrie Dassler. Starejši sin Rudolf "Rudi" Dassler se je po končani šoli pridružil očetu pri delu v tovarni čevljev.  Po povratku iz prve svetovne vojne je zasedel mesto upravitelja v tovarni porcelana, kasneje pa upravitelja v podjetju prodaje usnja v Nurembergu. Adolf »Adi« Dassler - mlajši sin pa je začel proizvajati lastno športno obutev v mamini čistilnici v Herzogenaurachu na Bavarskem po njegovem povratku iz prve svetovne vojne. Julija 1924 se je Rudolf vrnil v Herzogenaurach, da bi se pridružil poslu mlajšega brata. Podjetje je postalo Gebrüder Dassler Schuhfabrik (Tovarna čevljev bratov Dassler) in se razširilo. Brata sta za lokacijo podjetja prvotno izbrala pralnico svoje matere a oskrba z električno energijo tisti čas v mestu ni bila zanesljiva, zato sta morala občasno uporabljati način poganjanja pedal s stacionarnega kolesa, ki je zadostilo poganjanju njunih naprav. Pred poletnimi Olimpijskimi igrami, leta 1936 se je Adi Dassler s svojim kovčkom, polnim tekaških čevljev, peljal iz Bavarske po eni prvih hitrih cest do Olimpijske vasi in tam prepričal ameriškega sprinterja Jesseja Owensa, da jih poskusi: saj bi Adi Drassler s tem postal prvi sponzor kateremukoli afroameričanu. Z Owensovimi štirimi zlatimi medaljami si je Dasslerjeva obutev priigrala ugled med najbolj znanimi svetovnimi športniki. Pisma z vsega sveta so prihajala na mizi bratov, saj so se trenerji drugih narodnih ekip zanimali za njune športne čevlje. Posel se je razcvetel in brata Dassler sta do začetka druge svetovne vojne vsako leto prodala po 200.000 parov čevljev.

## Druga svetovna vojna in deljenje podjetja
Med Drugo svetovno vojno je do večjega razkola med obema bratoma prišlo do kritične točke po bombnem napadu v Alliedu leta 1943, ko sta se Adi in njegova žena zatekla v isto zaklonišče, kjer je že bil brat Rudolf s svojo družino. Misleč na vojna letala je Adi rekel: »Barabe so spet nazaj!«, ampak Rudolf je bil prepričan, da je to letelo nanj in njegovo družino. Kasneje so ameriški vojaki zajeli Rudolfa, zaradi suma članstva v SSa, za kar je bil prepričan, da ga je izdal brat Adi. Ko je ameriška vojska že skoraj popolnoma uničila tovarno Dolbury, kjer so med 2. svetovno vojno proizvajali protitankovsko orožje, je Käthe, žena Adija Drasslerja prepričala ameriško vojsko, da so tovarna in njeni delavci usmerjeni le v proizvodnjo športnih čevljev in so ji prizanesli. Ameriške okupacijske sile so pozneje postale glavni kupec čevljev bratov Drassler.Brata sta šla vsak svojo pot, leta 1947, ko je Rudi ustanovil novo podjetje, ki se je imenovalo Ruda (iz njegovih začetnic imena in priimka). Kasneje pa se je preimenovalo v ime: Puma. Adi pa je njuno, prvotno skupno podjetje, uradno registriral z imenom Adidas 18.8.1949 (prav tako iz začetnic njegovega imena ter priimka). Čeprav večina populacije misli, da ime Adidas izvira iz začetnic stavka All Day I Dream About Sports, temu ni tako, saj kot smo rekli ime prihaja iz ˝Adi˝ (vzdevek Adolfa) in ˝Das˝ (Dassler).
Po razdelitvi podjetij sta se brata Drassler vsak s svojim podjetjem: Puma in Adidas, podala v ostro in trpko rivalstvo. Seveda je bilo mesto Herzogenaurach glede na težave razdeljeno, zato je dobilo vzdevek »mesto upognjenih vratov«, kajti ljudje so pogledovali navzdol, da bi videli, katere čevlje nosijo drugi. Celo mestna nogometna kluba sta bila razdeljena: ASV Herzogenaurach je sponzoriral Adidas, medtem ko je 1 FC Herzogenaurach uporabljal Pumino obutev. Ko je Rudolf poklical mojstre, za delo na domu, so namerno nosili Adidasovo obutev. Rudolf jih je nato poslal v klet in jim ponudil, da si brezplačno izberejo par Puminih čevljev. Brata se nikoli več nista uskladila in čeprav sta sedaj pokopana na istem pokopališču, sta njuna groba najbolj narazen, kolikor je le možno. Leta 1948, na prvi nogometni tekmi po Drugi svetovni vojni, so marsikateri člani Zahodne nemške nogometne ekipe nosili čevlje Puma, vključno s strelcem Vzhodnonemškega prvega povojnega kluba, Herbertom Brudenskem. Štiri leta kasneje, na poletnih Olimpijskih igrah leta 1952 v Helsinkih, je Josy Barthel v teku na 1500 metrov osvojil prvo zlato medaljo za Pumo. Na poletnih Olimpijskih igrah leta 1960, je Puma plačala nemškemu šprinterju Arminu Haryju, da nosi njihove čevlje v finalu teka na 100 metrov. Hary je pred tem nosil Adidasove in Adolfu rekel za plačilo, vendar je ta zavrnil njegovo zahtevo. Nemčija si je prislužila zlato v Puminih čevljih, za slovesnost pa so na presenečenje bratov Dassler izbrali Adidasove. Hary je upal, da bo zaslužil od obeh, vendar je bil Adi tako besen, da je odpovedal pogodbo z olimpijskim prvakom.
Po obdobju težav, ki so sledile smrti sina Adolfa Dasslerja, Horsta Dasslerja leta 1987, je dve leti kasneje francoski industrijec Bernard Tapie odkupil podjetje za 1,6 milijard frankov (sedanjih 243,9 milijonov €). Denar si je sposodil. Tiste čase je bil Tapie poznan kot specialist za reševanje bankrotiranih podjetij. To je bilo znanje, na katerem si je zgradil svoje premoženje. Tapie se je odločil premestiti proizvodnjo v Azijo, prav tako je najel Madonno za promocijo izdelkov. Iz Christchurcha, Nove Zelandije, je poslal predstavnika za čevlje v Nemčijo, kontaktiral Adolfove potomce (Amelio Randall Dassler in Bello Beck Dassler) in se vrnil z nekaj pomoči za promocijo prodaje.
Leta 1992 je Tapie želel prodati Adidas, saj dolgov ni mogel poplačati. Banka je želela pretvoriti neporavnan dolg v delež podjetja, kar je bilo sicer za tiste čase precej nepričakovano za francoske bančne prakse. Državna banka je poskušala narediti Tapieu uslugo, saj je bil Tapie tisti čas minister za urbane zadeve (ministre de la Ville) v francoski vladi.
Februarja leta 1993 je Credit Lyonnais banka prodala  Robertu Louis-Dreyfusu, prijatelju Bernarda Tapiea, za precej višjo vsoto kot je bil Tapie dolžan in sicer prodali so ga za 4,485 milijard (683,541 milijonov eurov). Tapie pa je bil dolžan 2,85 milijard frankov (454,479 milijonov €). Prav tako so namerno bankrotirali Tapiejevo podjetje, ki je Adidas imelo v lasti, ker je imelo le-to podjetje pravico, da jih toži.
Robert Louis-Dreyfus je postal novi direktor podjetja. Poleg tega je bil predsednik Olimpique de Marseille ekipe, ki je bila last Tapiea do leta 1993.
Tapie je vložil predlog za osebni bankrot leta 1994. Bil je predmet številnih tožb zlasti v zvezi s prirejanjem rezultatov v nogometnem klubu. V letu 1997 je odslužil 6 mesecev zaporne kazni (od skupnih 18) v zaporu La Santé v Parizu.

## Obdobje po Tapieju
V letu 1994, skupaj s FIFA Youth Group, je SOS Children's Villages postal glavni upravičenec.
Leta 1997 je Adidas AG pridobil Salomon Group, ki je specialist za smučarska oblačila. Uradno ime podjetja se je spremenilo v Adidas-Salomon AG. S to pridobitvijo je Adidas dobil tudi Taylormade Golf podjetje in Maxfli, ki jim je prav tako omogočilo, da se ob bok postavijo podjetju Nike.
Leta 1998 je Adidas tožil NCAA zaradi določenih pravil, ki omejujejo velikost in število komercialnih logotipov na ekipnih uniformah in oblačilih. Adidas je umaknil tožbo in nato določil smernice glede tega, kako bodo tri-črtni modeli uporabljeni za Adidasov zaščitni znak.
Leta 2003 je Adidas vložil tožbo na britanskem sodišču proti podjetju Fitness World zaradi njihovega motiva z dvema črtama, ki naj bi bil podoben Adidasovim trem črtam. Sodišče se je odločilo, da je kljub enostavnemu motivu Fitness Worlds logo preveč podoben Adidasovemu, za kar bi se lahko predvidevalo, da sta znamki v povezavi; čeprav nista.
Septembra 2004 je priznana angleška modna oblikovalka Stella McCartney izdala skupno podjetno linijo z Adidasom in s tem vzpostavila dolgoročno patnerstvo s podjetjem. Ta linija je športna kolekcija za ženske, deležna odobravanja, imenuje pa se »Adidas by Stella McCartney«.
Prav tako je 3.5.2005 Adidas sporočil publiki, da je prodal Salomon Group za 485 milijonov evrov Amer Sportsu na Finsko. Avgusta, leta 2005 je Adidas razglasil svojo namero za nakup svoje tekmice, družbe Reebok za 3,8 milijard $. Prevzem je bil zaključen s partnerstvom januarja 2006, kar je pomenilo, da bo podjetje imelo poslovno prodajo bližje prodaji Nikea v severni Ameriki. Pridobitev družbe Reebok bi omogočila podjetju Adidas tekmovati s podjetjem Nike globalno, kot drugi največji proizvajalec športnih čevljev na svetu. 
Adidas ima globalni sedež podjetja v Nemčiji in na veliko drugih poslovnih lokacijah po celem svetu na primer: Portland, Hongkong, Toronto, Tajvan, Anglija, Japonska, Avstralija in Španija. Adidas največji dobiček ustvarja v ZDA, kjer je tudi najbolj prodajan, širi pa se na vse več čezmorskih držav. 
Leta 2005 je Adidas predstavil Adidas 1, prvi čevelj, ki uporablja mikroprocesor. Poimenovan po podjetju "The World's First Intelligent Shoe", vsebuje mikroprocesor, ki lahko upravlja 5 milijonov kalkulacij na sekundo, ki avtomatsko prilagajajo stopnjo oblazinjenja čevlja, ki tako stalno ustreza okolju. Čevelj potrebuje majhno, menljivo baterijo, ki zdrži približno 100 ur teka. 25. 11. 2005 je Adidas izdal novo verzijo čevlja Adidas 1, z še večjo izbiro oblazinjenja, ki omogoča, da čevelj postane mehkejši ali bolj čvrst ter ima nov motor s 153 odstotki več navora. 
Aprila 2011 je Adidas napovedal dogovor za obdobje 11 let, s čimer je postal uradni proizvajalec oblačil za NBA. Proizvajal bo NBA, NBDL in WNBA drese in izdelke, prav tako tudi »Superstar« verzije košarkarskih čevljev v barvah ekip. Ta posel (v vrednosti več kot 400 milijonov dolarjev) je prevzel prejšnjega, ki je bil sklenjen leta 2001 z Reebokom za obdobje 10 let.
Novembra leta2011 je Adidas sporočil, da bo pridobil znamko Five Ten, ki proizvaja izdelke za zunanjo dejavnost s športom, s pogodbo o nakupu delnic. Skupna nabavna cena je bila 25 milijonov $ v gotovini.
Do konca leta 2012 je Adidas poročal o najvišjih prihodkih do takrat. Izvršni direktor Herbert Hainer pa je izrazil optimizem za prihodnje leto.
Januarja 2015 je Adidas lansiral prvo rezervacijsko mobilno aplikacijo obutvene industrije. Adidas Confirmed aplikacija omogoča potrošnikom dostop do omejene izdaje superg te blagovne znamke z uporabo geografske tehnologije ciljanja.
24.3.2015 sta Adidas in McDonald's predstavila vseameriške uniforme McDonald'sa. Že tretje leto zapored bodo delavci nosili drese s kratkimi rokavi iz istega lahkotnega in zračnega materiala, iz katerega so narejeni športni produkti  NBA - ja.